# Pilar Barrios
Pilar Barrios (Rocha, 12 de outubro de 1889-Montevidéu, 22 de junho de 1974) foi um ativista, escritor e político afro-uruguaio, fundador e militante do antigo Partido Autóctone Negro (PAN).

## Biografia
Em sua poesia mostrou uma compreensão do racismo baseado em critérios de classe social, com esperança de mudar essa situação tendo como referência o desenvolvimento de uma consciência racial, a qual chamou de negritud. Barrios era otimista nesse sentido, porque acreditava na igualdade entre as pessoas e as raças, conforme demonstrou em seus poemas.
Um dos seus meios de expressão foi o jornal Nuestra raza, que fundou em 1917 junto com seus irmãos Ventura e María Esperanza Barrios.

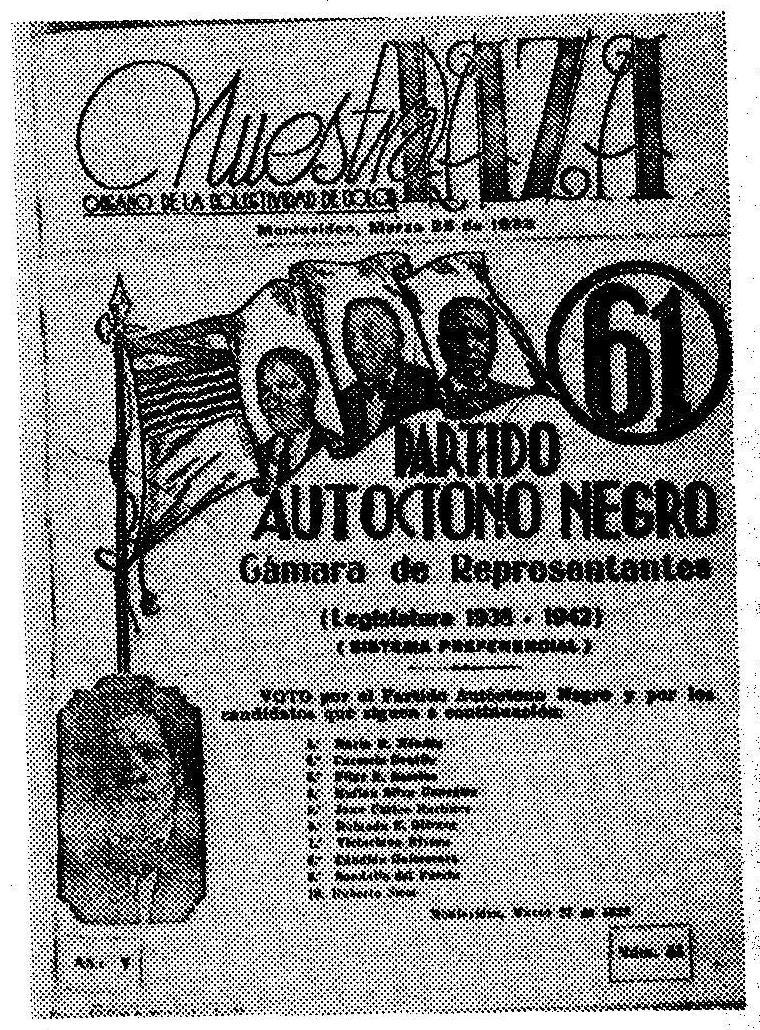
Capa do jornal Nuestra Raza, número 55 (1938), feita com um fac-símile da folha eleitoral do Partido Autóctone Negro (PAN) do Uruguai.

Em 31 de julho de 1937 se casou com a ativista Maruja Pereyra. Ao publicar Piel negra em 1947, se converteu em um dos únicos poetas negros uruguaios a publicar um livro (a outra foi Virginia Brindis de Salas). Como um dos intelectuais negros mais destacados do Uruguai, Barrios esteve em contato com a intelligentsia negra de todo o mundo, trocando correspondência, por exemplo, com Langston Hughes.

## Obras
- En la Agraciada (publicado no jornal El civismo)
- Piel negra (1947)
- Mis cantos (1949)
- Campo afuera (1958)